# 14 вересня
14 вересня — 257-й день року (258-й у високосні роки) у григоріанському календарі. До кінця року залишається 108 днів.

## Свята і пам'ятні дні

### Національні
- США: День Державного гімну США.
- Україна

– День танкових військ.

### Професійні
- Румунія: День інженера.

### Релігійні

#### Західне християнство
- Воздвиження чесного Хреста;
- Пам'ять святих Кормака Кашельського[en], Крискентія Римського[en], Луї Ґабріеля Таурен Дюфреса[en], Матерна Кельнського[en] та Нотбурґи[en];
- Наш Господь чудес Буги[es].

#### Східне християнство
- Воздвиження чесного Хреста;
- Пам’ять упокоєння святителя Івана Золотоустого;
- Ліснинської ікони Божої Матері;[1]
- Пам'ять святої Елії Флацилли (грецьке православ'я).

## Іменини
✝  Католицькі: Ґабріель, Кормак, Крискентій, Луї, Матерн, Нотбурґа.
✙ Православні: Іван.

## Події
- 1052 — Володимир побудував в Новгороді Софійський собор, освячений єпископом Лукою.
- 1068 — під час повстання кияни визволили з порубу Великого князя Київського Всеслава Брячиславича, скинувши Ізяслава Ярославича.
- 1797 — державний переворот у Французькій республіці.
- 1812 — французька армія Наполеона ввійшла до Москви, залишеної за наказом головнокомандувача М.Кутузова.
- 1829 — Між Російською та Османською імперіями укладено Адріанопольський мирний договір.
- 1871 — розпочав свою діяльність перший в Наддніпрянській Україні банк — Харківський акціонерний земельний банк (в Галичині перші банки виникли в XVII столітті — такі, як вірменський банк Mons Pius у Львові).
- 1918 — у Болгарському царстві розпочалося Владайське солдатське повстання, придушене урядом за допомогою німецьких військ.
- 1939 — у США авіаконструктор Ігор Сікорський (колишній киянин) підняв у повітря свій перший гелікоптер VS-300.
- 1954 — на Тоцькому полігоні в Оренбурзькій області (Росія) проведено військові навчання Радянської армії із застосуванням атомної зброї, в ході яких зазнали ураження 40 тисяч військовиків та 10 тисяч цивільного населення.
- 1991 — у Києві розпочав роботу Всеукраїнський форум інтелігенції.
- 1995 — у Брюсселі відбулась офіційна церемонія прийняття Індивідуальної програми співробітництва між Україною і НАТО.
- 1996 — в Одесі відбулися Світовий конгрес чеченців і Всеукраїнський конгрес вайнахів.
- 2000 — корпорація Microsoft випустила операційну систему Windows Millennium Edition.

## Народились
Дивись також Категорія:Народились 14 вересня
- 1486 — Агріппа Неттесгаймський († 1535), німецький гуманіст, лікар, алхімік, натурфілософ, окультист, астролог і адвокат.
- 1618 — Пітер Лелі, англійський художник 17 ст., голландського походження.
- 1760 — Луїджі Керубіні († 1842), італійський композитор.
- 1769 — Александер фон Гумбольдт, німецький вчений-енциклопедист, фізик, метеоролог, географ, ботанік, зоолог, мандрівник, молодший брат вченого Вільгельма фон Гумбольдта. Основоположник географії рослин.
- 1817 — Теодор Шторм († 1818), німецький письменник.
- 1821 — Олександр Станкевич, письменник українського походження, біограф і видавець літературної спадщини Т. М. Грановського; брат письменника і філософа Миколи Станкевича.
- 1867 — Чарльз Дейна Гібсон, американський художник та ілюстратор.
- 1897 — Віра Кутинська, українська аніматорка та художниця, учениця Михайла Бойчука.
- 1912 — Лев Спасокукоцький († 1960), український композитор і педагог.
- 1917 — Ярослава Бандера, українська політична діячка, керівниця жіночої мережі і юнацтва ОУН.
- 1927 — В'ячеслав Проценко († 1986), український архітектор.
- 1906 — Олександр Пащенко, український графік (†1963).
- 1906 — Людмила Ярошевська (†1975), українська композиторка та педагогиня.
- 1936 — Богдан Медвідський, український філолог, фольклорист, етнограф у Канаді.
- 1937 — Ренцо Піано, італійський архітектор, один з творців стилю хай-тек; лауреат Прітцкерівської премії.
- 1946 — Володимир Мунтян, український футболіст.
- 1951 — Володимир Мельников, український письменник, композитор, науковець, Заслужений діяч мистецтв України.
- 1952 — Микола Гнатюк, український співак, народний артист України.
- 1959 — Мортен Гаркет, вокаліст норвезької поп-групи a-ha.
- 1974 — Олеся Власова, українська акторка театру і кіно.
- 1983 — Емі Вайнгауз, британська співачка, авторка пісень та музикантка.
- 1986 - Родзевич Анатолій, Герой російсько-української війни з Львівщини, стрілець - помічник гранатометника 115 ОМБр

## Померли
Дивись також Категорія:Померли 14 вересня
- 1321 — Данте Аліг'єрі, італійський поет доби Відродження.
- 1638 — Джон Гарвард, англійський місіонер, на честь якого названо Гарвардський університет.
- 1712 — Джованні Доменіко Кассіні, італо-французький астроном.
- 1745 — Мартин Альтомонте, італійський живописець; з 1684 у Речі Посполитій, придворний живописець Яна III Собеського.
- 1851 — Джеймс Фенімор Купер, американський письменник, один із засновників жанру авантюрного роману.
- 1852 — Огастес П'юджин, англійський архітектор, представник стилю неоготика. Дизайнер, декоратор, сценограф.
- 1901 — Вільям Мак-Кінлі, 25 Президент США (1897—1901).
- 1916 — Хосе Ечегарай-і-Ейсагірре, іспанський драматург, лауреат Нобелівської премії з літератури 1904 року.
- 1932 або 1950 — Альтманн Олександр, українсько-французький живописець (* 1878)
- 1982
  -  — Петро Самутин, український військовий діяч, генерал-хоружний Армії УНР, організатор УВВ.
  -  — Джон Ґарднер, американський письменник, найбільш відомий своїм романом «Грендель» — переказом міфу про Беовульфа.
- 1984 — Джанет Гейнор, американська акторка, перша володарка премії Американської кіноакадемії за найкращу жіночу роль.
- 1994 — Йосиф Кладочний, український греко-католицький священик, близький друг Андрея Шептицького.
- 2002 — Лоліта Торрес, аргентинська акторка театру та кіно і співачка.
- 2005 — Роберт Вайз, американський кінорежисер, чотириразовий лауреат «Оскара».
- 2009 — Патрік Свейзі, американський кіноактор.